# Zabójstwo Chaima Arlosoroffa
Zabójstwo Chaima Arlosoroffa – morderstwo szefa departamentu politycznego Agencji Żydowskiej Chaima Arlosoroffa dokonane przez nieznanych sprawców 16 czerwca 1933 roku w Tel Awiwie.
Wieczorem 16 czerwca podczas spaceru ze swoją żoną na plaży w Tel Awiwie Arlosoroff został postrzelony przez nieznanych zamachowców, którzy uciekli z miejsca zdarzenia. Arlosoroff zmarł w szpitalu w nocy z 16 na 17 czerwca. Zamach powiązano z sympatykami syjonizmu rewizjonistycznego, którego liderzy pozostawali w politycznym sporze z socjalistami i krytykowali Arlosoroffa za udział w negocjacjach z władzami III Rzeszy nad porozumieniem Ha-Awara. W sprawie zatrzymani zostali Abba Achimeir, Cwi Rozenblat i Awraham Stawski. Dwaj pierwsi zostali ostatecznie uniewinnieni. Stawski został skazany, jednak sąd najwyższy ostatecznie uniewinnił go ze względu na brak potwierdzenia zeznań żony Arlosoroffa.
Nierozwiązana sprawa stała się jednym z głównych czynników pogłębiających konflikt pomiędzy socjalistami i rewizjonistami w Jiszuwie i całym ruchu syjonistycznym.

## Tło zamachu
Lata 20. i 30. XX wieku w Palestynie charakteryzowały się rosnącymi napięciami pomiędzy rewizjonistami a Histadrutem, Mapai i Organizacją Syjonistyczną. Rewizjoniści oskarżali Histadrut o upolitycznienie rynku pracy i uzależnienie otrzymania zatrudnienia od poglądów kandydatów. W wielu miastach mandatowej Palestyny dochodziło do starć rewizjonistów z przedstawicielami Histadrutu. Próbą przełamania przez rewizjonistów monopolu Histadrutu było stworzenie własnego związku – Histadrut ha-Owdim ha-Le’umit.
Ponadto spory toczyły się o certyfikaty imigracyjne umożliwiające imigrację do Palestyny, które przyznawane były przez Agencję Żydowską. W latach 30. zapotrzebowanie na certyfikaty wśród Żydów europejskich rosło, a liczba dokumentów była ograniczona. Zatem struktura społeczna Żydów w Palestynie uzależniona była od selekcji kandydatów, w której środowiska rewizjonistyczne, w szczególności Bejtar, podlegały dyskryminacji. Organizacja Syjonistyczna sprzeciwiła się również zaproponowanemu w 1933 roku przez Ze’ewa Żabotyńskiego planowi ewakuacji Żydów polskich, gdyż zakładałby on napływ przedstawicieli klasy średniej do Palestyny, co kłóciło się z wizją społeczeństwa robotniczego.

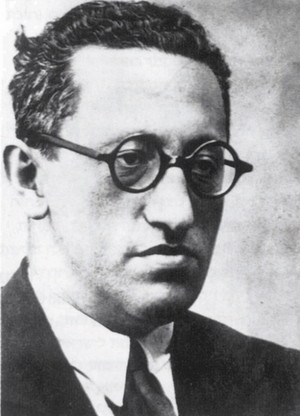
Chaim Arlosoroff (1933)

Spór pomiędzy rewizjonistami a socjalistami został zaogniony przez negocjacje nad porozumieniem Ha-Awara prowadzonymi w 1933 roku pomiędzy Agencją Żydowską, niemieckimi syjonistami a Niemcami. Założeniem umowy miało być umożliwienie niemieckim Żydom emigracji do Palestyny w zamian za zakup niemieckich produktów przez Jiszuw za lokalną walutę (funt palestyński). Negocjacje te zostały uznane przez rewizjonistów za zdradę i wyłamanie się z antyniemieckiego bojkotu, silnie wspieranego m.in. przez polskich Żydów. Dodatkowo Jiszuw oskarżany był o to, iż kapitał, który miałby napłynąć do Palestyny z III Rzeszy, byłby wykorzystany na cele partyjne i związkowe. W rzeczywistości chciano go przeznaczyć na ustabilizowanie sytuacji gospodarczej Palestyny . Upublicznienie informacji na temat rozmów przyczyniło się do powszechnej krytyki przywództwa syjonistycznego i Agencji Żydowskiej, w tym samego Arlosoroffa jako promującego porozumienie, w prasie rewizjonistycznej . W atakach na Arlosoroffa przodowała jednak „Chazit ha-Am” powiązana z radykalnym skrzydłem rewizjonistów – Brit ha-Birjonim . 9 czerwca 1933 roku w gazecie pojawił się artykuł oskarżający Arlosoroffa o próby przełamania bojkotu niemieckich produktów i zapewnienie ich eksportu do Palestyny. Natomiast w wydaniu z 16 czerwca Jonatan Bograbinski pisał: „naród żydowski zawsze wiedział jak należycie docenić tych, którzy szanują swój naród i swoje prawa, wiedział również dziś, jak odpowiedzieć temu łotrowi”.

## Zamach i proces

### Przebieg
Wieczorem 16 czerwca Arlosoroff wraz ze swoją żoną Simą spacerowali po plaży w Tel Awiwie. Wcześniej Arlosoroff był na spotkaniach w Histadrucie i u burmistrza miasta Me’ira Dizengoffa. Około godziny 22:30 został zaatakowany i postrzelony przez dwóch niezidentyfikowanych sprawców, którzy uciekli z miejsca zdarzenia. Jeden z atakujących miał zaświecić latarką w oczy Arlosoroffowi i spytać się o godzinę. W tym czasie drugi z mężczyzn podszedł bliżej i wystrzelił dwukrotnie w kierunku Arlosoroffa. Sima pomogła rannemu mężowi dotrzeć do ulicy Jarkon, na której poprosiła o pomoc. Po około dwóch godzinach Arlosoroff zmarł w szpitalu Hadasa, po operacji i transfuzji krwi, w wyniku odniesionych ran i wykrwawienia.
Obdukcja przeprowadzona 17 czerwca o godzinie 10 wykazała, że kula uszkodziła jelita, tętnicę i wątrobę. Uznano, że postrzał był śmiertelny i żadna pomoc nie wpłynęłaby na utrzymanie Arlosoroffa przy życiu.
Policja Mandatu Palestyny po oględzinach miejsca zdarzenia uznała, że był to zaplanowany zamach. Miejsce postrzału znajdowało się w znacznej odległości od ulicy, a obok miejsca zbrodni znajdował się cmentarz i winnica, co mogło ułatwić ucieczkę. Ślady sprawców urwały się po 600 metrach od miejsca postrzału. Policja wyznaczyła nagrodę dla osoby, która pomogłaby w ujęciu sprawców w wysokości 500 funtów palestyńskich. Dodatkowe 1000 funtów palestyńskich zapowiedziała Agencja Żydowska.

### Podejrzani
Policja przygotowała rysopisy dwóch sprawców. Pierwszy z nich miał być mężczyzną średniego wzrostu, w wieku powyżej 30 lat, ogolony, o „niemiłej aparycji” i „kaczym chodzie”, noszącym garnitur skrojony w europejskim stylu. Drugi sprawca, mężczyzna niskiego wzrostu, w wieku około 30 lat, nieogolony, o „orientalnej” urodzie i wąskim nosie.
Po zdarzeniu policja z Jafy i Tel Awiwu zatrzymała około 20 komunistów w celu złożenia zeznań. Żaden z nich nie został zatrzymany. Ostatecznie policja ujęła trzy osoby: imigranta z Polski Awrahama Stawskiego, Cwiego Rozenblata i założyciela Brit ha-Birjonim Abbę Achimeira. Dwaj pierwsi zostali oskarżeni za udział w zabójstwie. Z kolei Achimeirowi postawiono zarzut podżegania do zabójstwa .

Aresztowano także 15 rewizjonistów i członków Bejtaru, w tym Jehoszuę Jejwina i Kalmana Kacnelsona.

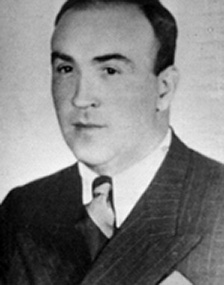
Awraham Stawski (zdjęcie sprzed 1948)
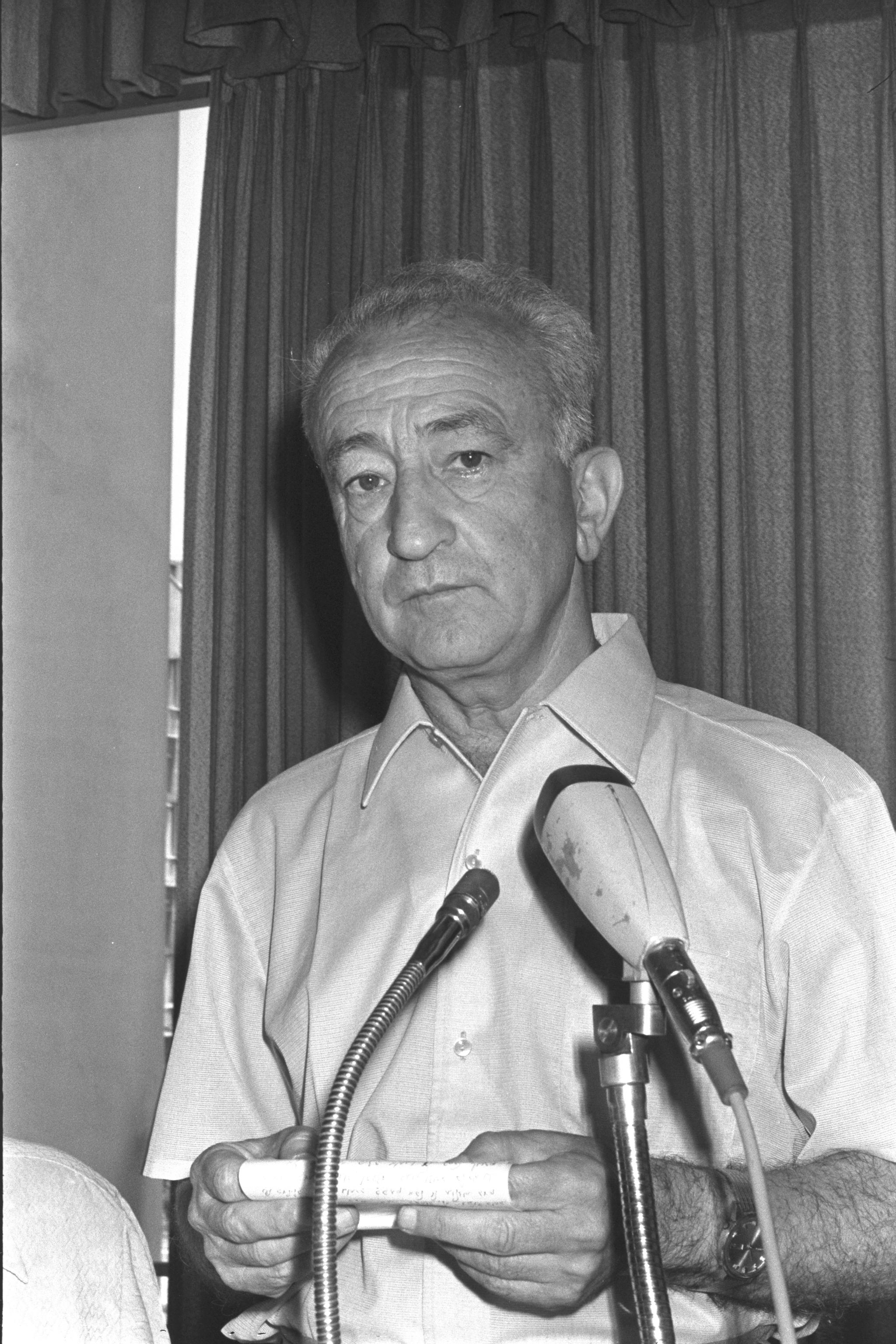
Cwi Rozenblat (1973)
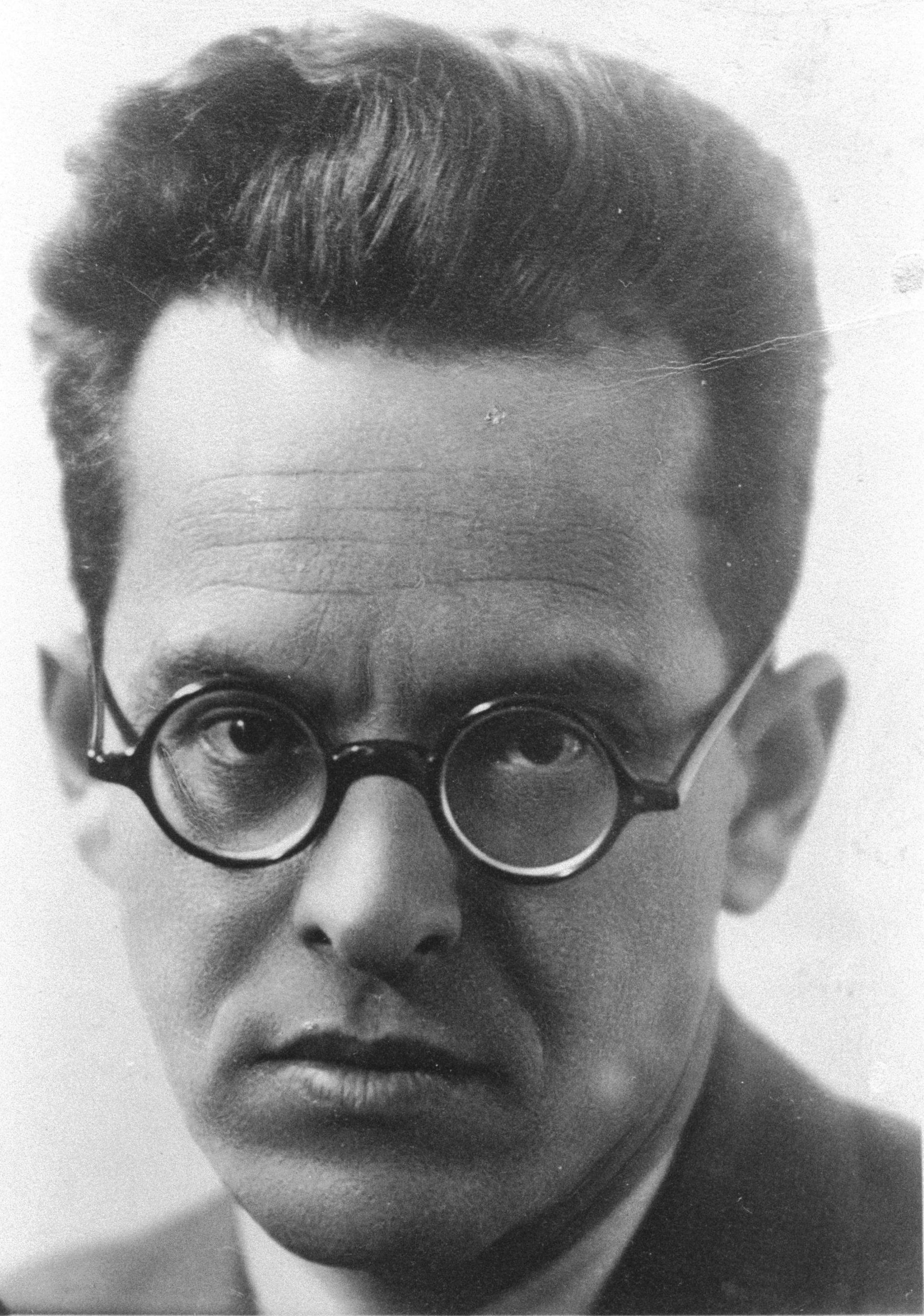
Abba Achimeir

### Proces
23 kwietnia 1934 roku rozpoczął się proces Achimeira, Stawskiego i Rozenblata. Dwaj ostatni zostali zidentyfikowani jako zabójcy przez Simę Arlosoroff.
W dniu zamachu Achimeir wygłaszał wykład w Jerozolimie. Po rozpoczęciu procesu rozpoczął strajk głodowy, od którego chciał go odwieść sam Naczelny Rabin Palestyny Awraham Kuk.

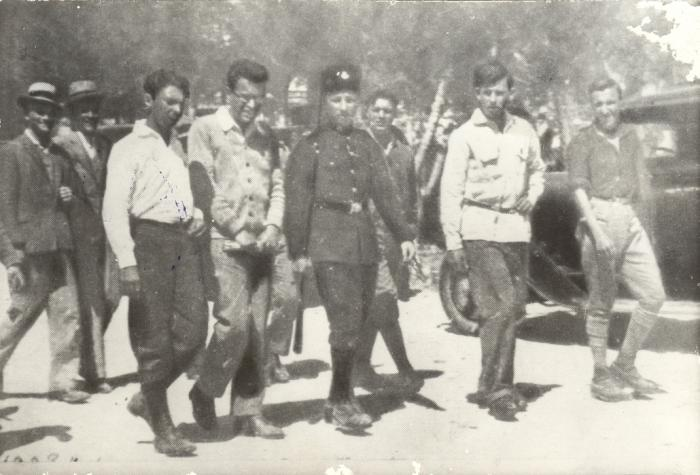
Abba Achimeir (w kajdankach) w drodze do sądu w Jerozolimie (1933)

Stawski mieszkał z Achimeirem. Zeznał, że nie było go na wykładzie, ponieważ słabo znał hebrajski. Przyznał się także do słabej znajomości angielskiego. W czasie ataku miał przebywać w Hotelu Turgeman w Jerozolimie. W trakcie procesu pojawiły się poszlaki jakoby Stawski miał rozmawiać z innym więźniem w więzieniu w Jafie Abdulem Mejidem, aby ten przyznał się do winy. Jak stwierdził później Stawski, podczas jednej z rozmów Mejid sam miał się mu przyznać do zabicia Arlosoroffa.
Z kolei Rozenblat zeznał, że w tym czasie był na spotkaniu Bejtaru w Kfar Sabie do godziny 23:00. W trakcie procesu zaprzeczył, jakoby miał znać już wcześniej Stawskiego, którego zobaczył, dopiero kiedy został aresztowany 23 lipca. Zaprzeczył również, że miał zmuszać Mejida do przyznania się do zabójstwa Arlosoroffa.
„The Palestine Post” już 24 kwietnia 1934 roku podała, że Mejid przyznał się do tego, iż Rozenblat i Stawski prosili, aby przyznał się wraz z kolegą do zabójstwa Arlosoroffa. Jeszcze przed rozpoczęciem procesu przyznał się podczas przesłuchań do zabójstwa, jednak później wycofał swoje zeznania, twierdząc, że Stawski i Rozenblat obiecali mu zapłacić za fałszywe zeznania.
Ostatecznie Abba Achimeir został jednoznacznie uniewinniony, ponieważ nie przedstawiono przeciwko niemu jednoznacznych dowodów obciążających. Rozenblat i Stawski również zostali uniewinnieni . Pierwszy już 8 lipca 1934 roku, przez sąd pierwszej instancji. Drugi 8 lipca 1934 roku został uznany przez sąd pierwszej instancji za winnego. Dopiero sąd najwyższy uniewinnił Stawskiego. Wynikało to z faktu, iż sąd niższej instancji przyjął stanowisko Simy Arlosoroff, która zeznała, że sprawcami są Stawski i Rozenblat. Sąd apelacyjny nie widział podstaw, aby uznać zeznania Simy za bezpodstawne. Jednak według prawa Mandatu Palestyny oskarżenie wymagało potwierdzenia zeznań, co jednak nie miało miejsca w wypadku zeznań żony Arlosoroffa. Sąd nie pozostawił jednak wątpliwości w kwestii przebiegu morderstwa .

## Pogrzeb Arlosoroffa

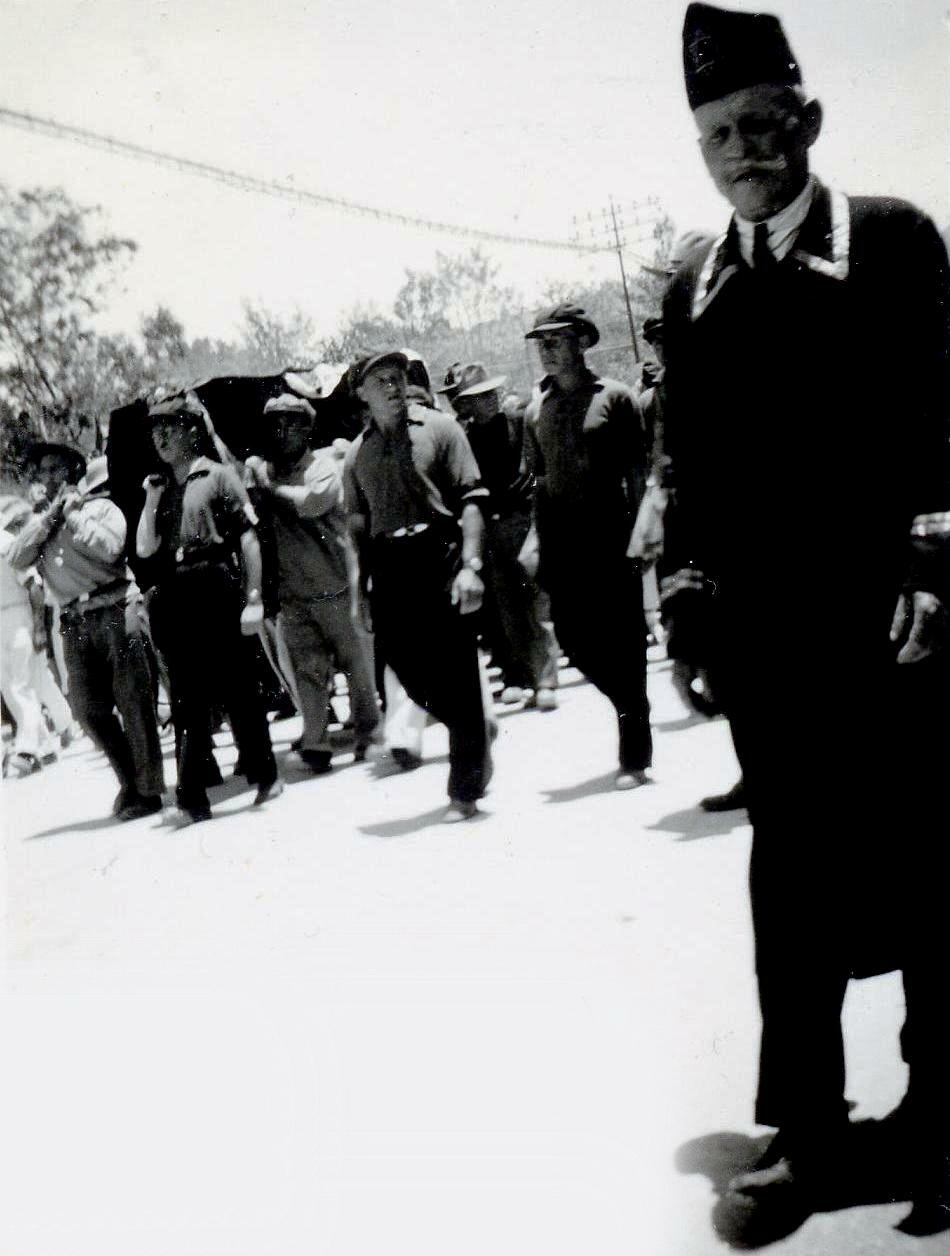
Pogrzeb Arlosoroffa 18 czerwca 1933 roku

W związku ze śmiercią Arlosoroffa wszystkie flagi ruchu syjonistycznego zostały opuszczone do połowy masztów na budynkach użyteczności publicznej w Tel Awiwie. Pod szpitalem zbierały się „pogrążone w rozpaczy tłumy”. Na miejscu wystawiono wartę honorową składającą się z członków organizacji sportowej Ha-Poel i młodziezowej organizacji pracy Ha-No’ar Ha-Owed.
Jeszcze przed pogrzebem rewizjoniści opublikowali stanowisko, w którym zaznaczyli, że „syjoniści rewizjoniści, Unia Syjonistów Rewizjonistów, Związek Trumpeldora, związek pracowników Unii Syjonistów Rewizjonistów i Bejtar łączą się ze społecznością hebrajską w Ziemi Izraela w żałobie nad śmiercią śp. dr. Chaima Arlosoroffa z rąk nieznanych morderców”.

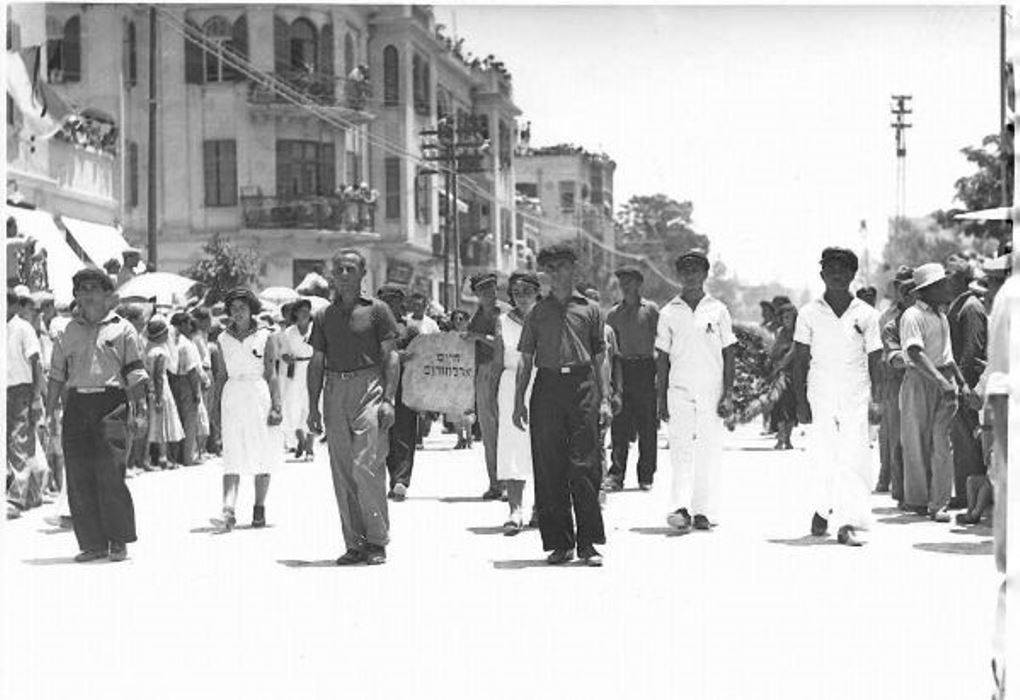
Kondukt żałobny podczas pogrzebu, 18 czerwca 1933

18 czerwca miał miejsce pogrzeb Arlosoroffa, na którym zjawiło się ponad 60 tysięcy ludzi. Wzięli w nim udział przedstawiciele żydowskich organizacji sportowych Makabi i Ha-Po’el, reprezentacje szkół, przedstawiciele przemysłu, robotników, organizacji młodzieżowych, działacze syjonistyczni, delegacje z kibucy i moszawów, komisarz policji mandatowej oraz przedstawiciela władz mandatowych. Na skrzyżowaniu ulic Allenby i Jafo byli również Brytyjczycy oraz rewizjoniści (m.in. Achimeir) w liczbie ok. 450 osób. Podczas pogrzebu mowę porzegnalną wygłosili Berl Katznelson, Me’ir Dizengoff i Menachem Usyszkin. Pierwszy nazwał Arlosoroffa „geniuszem” i „trybunem” ruchu robotniczego. Dizengoff stwierdził, że zamordowany był „jednym z najbardziej utalentowanych przywódców ruchu”. Z kolei Usyszkim określił śmierć Arlosoroffa mianem „nowej karty otwierającej dzieje odrodzenia narodu”.

## Skutki morderstwa

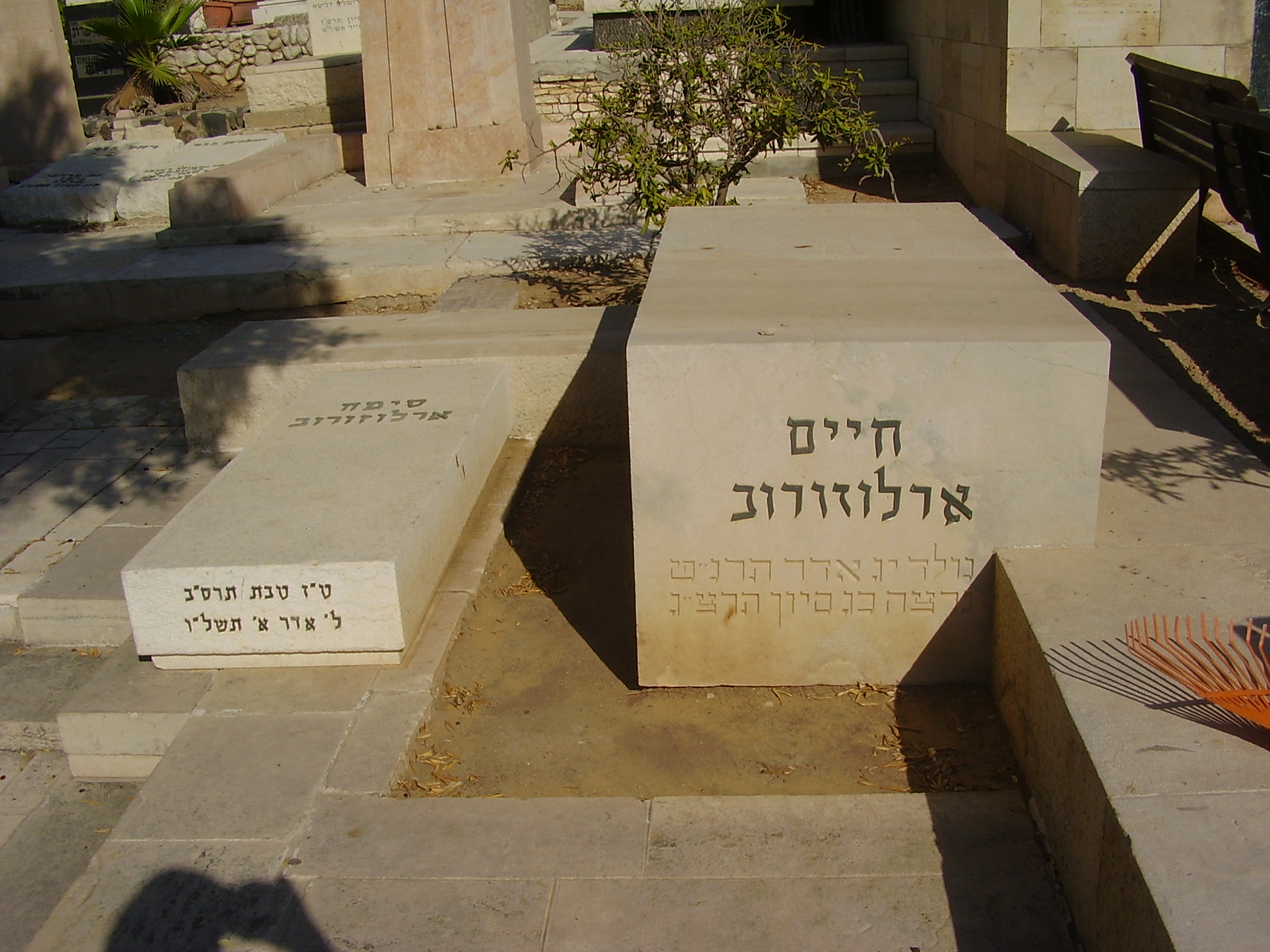
Groby Simy (po lewej) i Chaima (po prawej) Arlosoroffów

Partia Mapai za winnych śmierci Arlosoroffa uznała rewizjonistów, którzy oskarżali działacza Agencji Żydowskiej o zdradę i kooperację z nazistami. Żabotyński w artykule napisanym w jidysz w warszawskim dzienniku „Der Moment” uznał, że za zamachem z pewnością stali Arabowie, a oskarżanie rewizjonistów o zabójstwo uznał za „zniesławienie krwią”. Jednocześnie nazwał Arlosoroffa „żydowskim patriotą”. Spory pomiędzy socjalistami a rewizjonistami przeniosły się także na 18. Kongres Syjonistyczny, po którym Żabotyński powiedział: „żałuję tylko jednego: że przez tę lewicową prowokację Kongres Syjonistyczny zmienił się w burdel”.
Niewyjaśnione morderstwo przyczyniło się do walki pomiędzy socjalistami a rewizjonistami. Dawid Ben Gurion stwierdził, że Żabotyński podąża śladami Adolfa Hitlera. Z kolej rewizjoniści nazywali socjalistów bolszewikami. Dalsze spory i brak możliwości porozumienia się z pozostałymi środowiskami syjonistycznymi sprawiły, że rewizjoniści zaczęli być marginalizowani w ruchu syjonistycznym, aż wreszcie Żabotyński odłączył się w 1935 roku od Organizacji Syjonistycznej, tworząc własną Nową Organizację Syjonistyczną.
Aresztowanie Achimeira uczyniło z niego bohatera ruchu rewizjonistycznego. Brak jednoznacznych wyroków skazujących za planowanie zabójstwa umocnił pozycję Żabotyńskiego jako prawdziwego obrońcę młodzieży rewizjonistycznej. Jednocześnie proces osłabił pozycję Brit ha-Birjonim.